# آب‌نبات نعنایی
آب‌نبات نعنایی (به کره‌ای: 박하사탕; لاتین‌نویسی اصلاح‌شده: Bakha Satang) دومین فیلم از کارگردان شهیر کره جنوبی لی چانگ-دونگ که در سال ۲۰۰۰ منتشر شد.
این فیلم با خودکشی شخصیت اصلی شروع می‌شود و از تاریخچه معکوس برای به تصویر کشیدن برخی از رویدادهای کلیدی ۲۰ سال گذشته استفاده می‌کند. .

## بازیگران
- سول کیونگ-گو - کیم یونگ-هو
- مان سو-ری - یون خورشید-ایم
- کیم یئوجین- هنگ-جا

## جوایز و نامزدی‌ها
۲۰۰۰ جایزه هنری پکسانگ
- بهترین بازیگر جدید - سول کیونگ-گو

۲۰۰۰ جایزه ناقوس بزرگ
- بهترین فیلم
- بهترین کارگردان - لی چانگ-دونگ
- بهترین بازیگر نقش مکمل زن - کیم یئوجین
- بهترین فیلمنامه - لی چانگ-دونگ
- بهترین بازیگر جدید - سول کیونگ-گو

۲۰۰۰ جایزه فیلم اژدهای آبی
- بهترین بازیگر نقش اول مرد - سول کیونگ-گو
- بهترین فیلمنامه - لی چانگ-دونگ

## پیوندبه بیرون
- Peppermint Candy در بانک اطلاعات فیلم‌های کره‌ای
- Peppermint Candy در بانک اطلاعات اینترنتی فیلم‌ها (IMDb)
- آمریکای شمالی سایت (به زبان انگلیسی)
- سایت رسمی (عمدتاً در کره ای)
- نقد و بررسی در koreanfilm.org
- آنتونی Leong بررسی در mediacircus.net